# 브룩팜

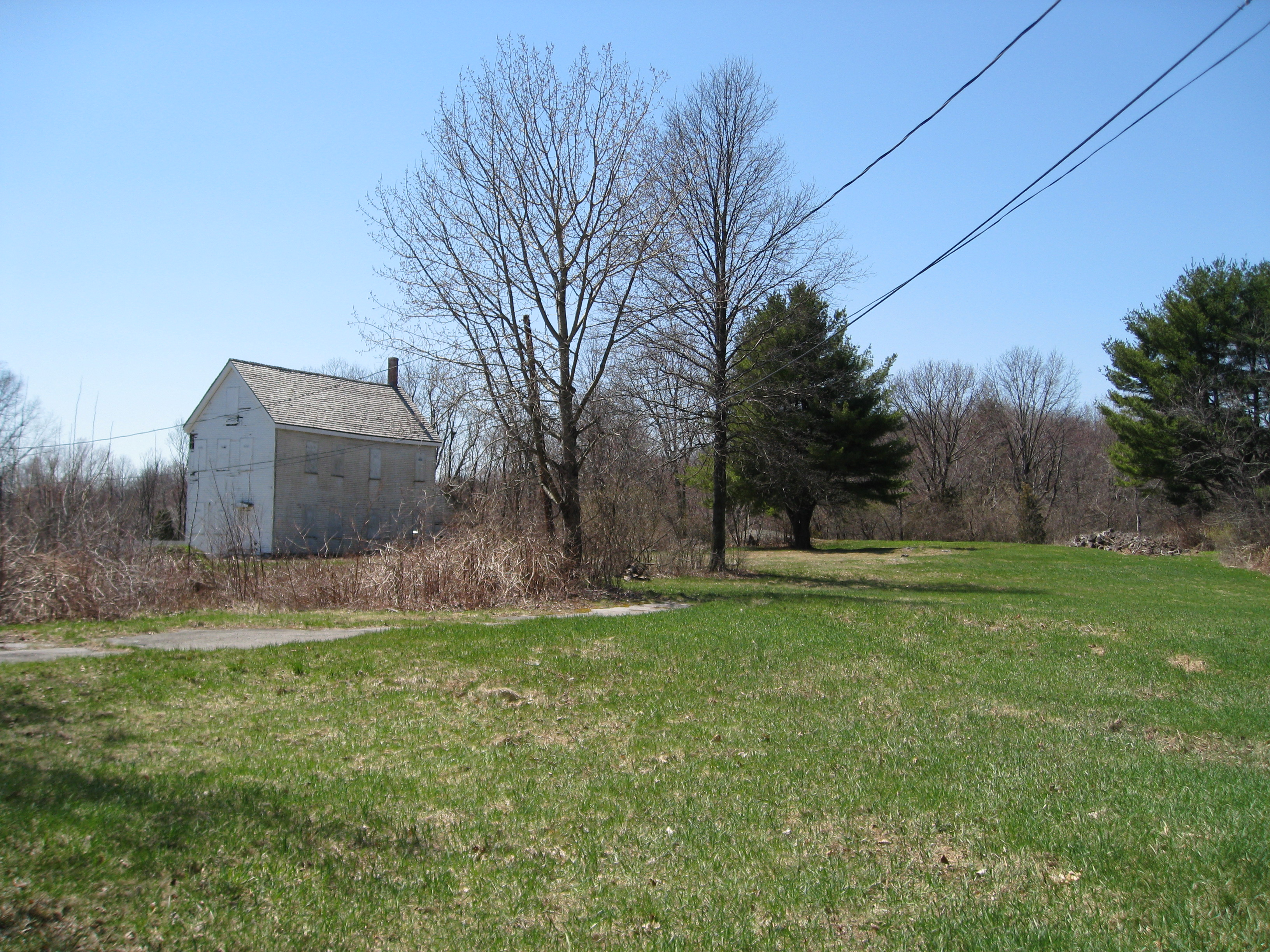

브룩팜(Brook Farm 또는 Brook Farm Institute of Agriculture and Education)은 1840년대에 미국의 사회주의 및 유토피아적 실험을 위한 농촌공동생활체이다. 유니테리언주의의 전 목사 조지 리플리와 그의 아내 소피아 리플리에 의해 매사추세츠주 웨스트록스버리의 엘리스팜에서 1841년 발족되었으며 부분적으로는 뉴잉글랜드에서 기초한 종교적, 문화적 철학인 초월주의의 이념의 영향을 받았다.